# Latin American Music Awards de 2021
A 6.ª edição anual do Latin American Music Awards foi realizada em 15 de abril de 2021 na BB&T Center em Sunrise, Flórida, nos Estados Unidos. Apresentada pela atriz mexicana Jacky Bracamontes, a cerimônia foi transmitida ao vivo pela Telemundo.

## Vencedores e indicados
As indicações foram reveladas em 2 de março de 2021. J Balvin e Karol G lideraram as indicações, com nove indicações cada. Bad Bunny vem em seguida com oito indicações, enquanto Ozuna recebeu sete. Os vencedores estão listados em primeiro e em negrito.
| Artist of the Year | New Artist of the Year |
| --- | --- |
| - Bad Bunny - Anuel AA - Christian Nodal - Daddy Yankee - Eslabon Armado - J Balvin - Karol G - Maluma - Ozuna - Sech | - Rauw Alejandro - Camilo - Eslabon Armado - Los Dos Carnales - Myke Towers - Natanael Cano |
| Favorite Female Artist | Favorite Male Artist |
| - Anitta - Becky G - Karol G - Natti Natasha - Shakira | - Bad Bunny - Anuel AA - Christian Nodal - J Balvin - Maluma - Ozuna |
| Song of the Year | Album of the Year |
| - Karol G & Nicki Minaj - "Tusa" - Bad Bunny - "Yo Perreo Sola" - Black Eyed Peas & J Balvin - "Ritmo (Bad Boys for Life)" - Maluma & The Weeknd - "Hawái" | - Bad Bunny – YHLQMDLG - Anuel AA – Emmanuel - J Balvin – Colores - Natanael Cano – Corridos Tumbados |
| Favorite Duo or Group | Favorite Pop Artist |
| - Eslabon Armado - Banda MS de Sergio Lizárraga - Jowell & Randy - Reik | - Shakira - Camilo - Enrique Iglesias - Luis Fonsi - Ricky Martin |
| Favorite Pop Album | Favorite Pop Song |
| - Camilo – Por Primera Vez - Kali Uchis – Sin Miedo (del Amor y Otros Demonios) - Pedro Capó – Munay - Reik – Ahora | - Shakira & Anuel AA - "Me Gusta" - Black Eyed Peas, Ozuna & J. Rey Soul - "Mamacita" - Camilo - "Favorito" - Reik, Farruko & Camilo - "Si Me Dices Que Sí" - Ricky Martin - "Tiburones" |
| Favorite Regional Mexican Artist | Favorite Regional Mexican Duo or Group |
| - Christian Nodal - Carin Leon - El Fantasma - Junior H - Lenin Ramírez - Natanael Cano | - Eslabon Armado - Banda MS de Segio Lizárraga - Los Ángeles Azules - Los Dos Carnales |
| Favorite Regional Mexican Song | Favorite Regional Mexican Album |
| - Natanael Cano - "Amor Tumbado" - Banda Los Sebastianes & Sinaloa - "En Eso No Quedamos" - Banda MS de Sergio Lizárraga & Snoop Dogg - "Que Maldición" - Lenin Ramírez featuring Grupo Firme - "Yo Ya No Vuelvo Contigo" - Los Dos Carnales - "El Envidioso"                 | - Christian Nodal – Ayayay! - Eslabon Armado – Tu Veneno Mortal - Junior H – Atrapado En Un Sueno - Natanael Cano – Corridos Tumbados |
| Favorite Urban Artist | Favorite Urban Album |
| - Bad Bunny - Anuel AA - J Balvin - Karol G | - Bad Bunny – Las que no iban a salir - Anuel AA – Emmanuel - J Balvin – Colores |
| Favorite Urban Song | Favorite Tropical Artist |
| - Karol G & Nicki Minaj - "Tusa" - Bad Bunny - "Yo Perreo Sola" - Black Eyed Peas & J Balvin - "Ritmo (Bad Boys for Life)" - Maluma & The Weeknd - "Hawái" - Ozuna x Karol G x Myke Towers - "Caramelo"                                                                       | - Romeo Santos - Marc Anthony - Prince Royce - Silvestre Dangond |
| Favorite Tropical Album | Favorite Tropical Song |
| - Prince Royce – Alter Ego - Carlos Vives – Cumbiana - Gloria Estefan – Brazil305 | - Prince Royce - "Carita de Inocente" - Alex Bueno & Romeo Santos - "Nuestro Amor" - Carlos Vives - "No Te Vayas" - Kyen?Es? - "El Carnaval de Celia: A Tribute" - Víctor Manuelle & Wisin - "Boogaloo Supreme" |
| Favorite Crossover Artist | Collaboration of the Year |
| - Dua Lipa - Black Eyed Peas - Ne-Yo - Snoop Dogg - The Weeknd | - Karol G & Nicki Minaj - "Tusa" - Banda MS de Sergio Lizárraga & Snoop Dogg - "Qué Maldición" - Black Eyed Peas & J Balvin - "Ritmo (Bad Boys for Life)" - Lenin Ramírez featuring Grupo Firme - "Yo Ya No Vuelvo Contigo" - Ozuna x Karol G x Myke Towers - "Caramelo" - Reik, Farruko & Camilo - "Si Me Dices Que Sí" |
| Social Artist of the Year | Favorite Virtual Concert |
| - Cardi B - Anitta - Bad Bunny - Daddy Yankee - J Balvin - Jennifer Lopez - Karol G - Lali - Selena Gomez - Shakira | - RBD - Ser o Parecer 2020 - Alejandro Sanz & Juanes - #LaGiraSeQuedaEnCasa - Carlos Vives - #NoTeVayasDeTuCasa - Juan Luis Guerra - Privé - Juanes & Orquesta Filarmónica de Bogota - Concierto Sinfónico Virtual - #VolverteAVer - Marco Antonio Solís - Serenata a las Madres MÁS En-Cantadoras - Ozuna - #Latinosunidos - Pepe Aguilar, Ángela Aguilar & Leonardo Aguilar - Mexicano Hasta Los Huesos - Sebastián Yatra - SOSFest - Yandel - Goodbye 2020 |
| Favorite Video | |
| - Selena Gomez - "De Una Vez" - Banda MS de Sergio Lizárraga & Snoop Dogg - "Qué Maldición" - Christian Nodal & Ángela Aguilar - "Dime Cómo Quieres" - David Bisbal & Carrie Underwood - "Tears of Gold" - Ozuna, Doja Cat & Sia - "Del Mar" - Rosalía & Travis Scott - "TKN" | |